# Virgilio Barco
Virgilio Barco Vargas (Cúcuta, 17 september 1921 – Bogotá, 20 mei 1997) was tussen 1986 en 1990 de president van Colombia voor de Liberale Partij. Voor zijn presidentschap was hij onder meer burgemeester van de hoofdstad Bogotá, Senaatslid, medewerker van de Wereldbank, de Colombiaanse ambassadeur in Groot-Brittannië en de Verenigde Staten. Tijdens zijn presidentschap ging hij de dialoog aan met linkse guerrillabewegingen en de strijd aan met de drugshandel.
Hij was de zoon van Jorge Enrique Barco en Julieta Vargas, en kleinzoon van de conservatieve generaal Virgilio Barco, een van de pioniers in de olie-exploitatie in Colombia. Barco genoot hoger onderwijs in Cúcuta, studeerde civiele techniek aan de Nationale Universiteit en aan het Massachusetts Institute of Technology, waar hij in 1943 afstudeerde.
Bij zijn terugkeer naar zijn vaderland werd Barco benoemd tot secretaris van openbare werken en financiën (1943-1945) en vervolgens secretaris-generaal van het ministerie van communicatie (1945-1946). Na korte tijd zich gewijd te hebben aan een privé-bedrijf was hij actief als raadslid in Cúcuta en in 1949 werd hij gekozen tot lid van het Huis van Afgevaardigden.
Barco woonde nadien in de Verenigde Staten, waar hij een masters degree in economie behaalde aan de Universiteit van Boston plus een doctoraat van het Massachusetts Institute of Technology. Terug in Colombia sloot Barco zich aan bij de Liberale Partij en nam hij deel aan de presidentiële campagnes van Alberto Lleras, Carlos Lleras, Misael Pastrana en Alfonso López. Hij was senator en beheerde de portefeuille van Openbare Werken tijdens de regering van Lleras Camargo, en die van Landbouw, onder Guillermo Leon Valencia. In de vier jaar van president Carlos Lleras Restrepo was hij burgemeester van Bogota en mocht hij paus Paulus VI in 1968 de hand drukken tijdens diens bezoek aan de Colombiaanse hoofdstad.
Bij de presidentsverkiezingen van 25 mei 1986 kreeg Barco de stem van meer dan vier miljoen kiezers. Alvaro Gómez, de conservatieve kandidaat en zijn voornaamste concurrent, kreeg anderhalf miljoen stemmen minder. Barco had campagne gevoerd met de leus "verandering binnen het reformistische liberalisme", een slagzin die zijn verre voorganger Alfonso López ook al met succes in stelling had gebracht, zonder dat het tot de gewenste verandering kwam. Barco volgde op 7 augustus de conservatief Belisario Betancur op, die volgens de grondwet niet in aanmerking kwam voor een tweede opeenvolgende termijn als president.
Barco nam afstand van de dissidente groep Liberalen die onder aanvoering van Luis Carlos Galán een gematigd links beleid voorstonden. Ondanks zijn lange ervaring in de politiek stond Barco bekend als een wat verlegen man en een weinig begenadigd spreker. Zijn overwinning maakte een einde aan het bestaande systeem waarbij de twee traditionele partijen ongeacht de uitslag van de stembus de macht onderling verdeelden. De verliezende Conservatieven kozen ervoor de macht alleen in handen van de Liberalen te laten. Barco had toegezegd de rust in zijn door geweld getekende vaderland te herstellen, maar hij slaagde niet in die missie. Het bloedvergieten, door toedoen van drugsbendes en paramilitaire groeperingen, nam onder zijn bewind alleen maar toe.
- Biblioteca Nacional de España: XX899130
- Bibliothèque nationale de France: cb12119750g (data)
- Gemeinsame Normdatei: 119224836
- International Standard Name Identifier: 0000 0001 1459 9083
- Library of Congress Control Number: n82031377
- National Archives and Records Administration: 10569816
- Nationale Bibliotheek van Israël: 987007275673405171
- Nederlandse Thesaurus van Auteursnamen: 092786936
- LIBRIS: 176765
- Système universitaire de documentation: 029607493
- Virtual International Authority File: 13113306
- WorldCat: E39PBJvxr3VB7MbwYmBFCkhbVC